# داء هيرشسبرونغ
داءُ هِيرشسبُرونغ (اختصارًا HD أو HSCR) هو عيب خلقي تنقص فيه الأعصاب في أجزاء من الأمعاء. من أبرز الأعراض الإمساك. قد تشمل الأعراض الأخرى القيء وآلام البطن والإسهال وبطء النمو. عادةً ما تظهر الأعراض في أول شهرين من الحياة. قد تشمل المضاعفات التهاب الأمعاء وتضخم القولون وانسداد الأمعاء وانثقاب الأمعاء.
قد يحدث هذا الاضطراب بمفرده أو بالاشتراك مع اضطرابات وراثية أخرى مثل متلازمة داون أو متلازمة واردينبيرغ.

## أعراض
تظهر أعراض مرض تضخم القولون الخلقي عادة لدى الأطفال الصغار. ولكن يمكن ظهورها عند الأطفال الأكبر عمراً، اوفي سن المراهقة. ولا يتبرز الأطفال المصابون بمرض تضخم القولون الخلقي في اليوم الأول أو الثاني من ولادتهم. وبعد ذلك فان أغلب الأطفال المصابون بالمرض يعانون من الإمساك ويجدون صعوبة في التبرز. وقد يتقيآ الأطفال وتنتفخ بطونهم. وذلك لأنهم لا يسطيعون التبرز بسهولة. وبعض الأطفال يعانون من الإسهال بدلا من الإمساك. ويعاني الأطفال والمراهقون المصابون بمرض تضخم القولون الخلقي من الإمساك طيلة حياتهم. وقد يعاني بعض الأطفال من تأخر النمو.

## الفيزيولوجيا المرضية
أثناء النماء السابق للولادة الطبيعي، تهاجر بعض الخلايا من العرف العصبي إلى الأمعاء الغليظة (القولون) لتكوين شبكات عصبية (العقد الذاتية) التي تسمى الضفيرة العضلية المعوية (ضفيرة أورباخ) (بين طبقات العضلات الملساء لجدار الجهاز الهضمي) والضفيرة تحت المخاطية (ضفيرة ميسنر) (داخل الغشاء المخاطي لجدار الجهاز الهضمي). في مرض هيرشبرينغ لا تكتمل عملية الهجرة هذه، بالتالي سيفتقر جزء من القولون إلى هذه العقد المستقلية (العقد الذاتية) التي تنظم نشاط القولون. لا يمكن للجزء المصاب من القولون الاسترخاء وتمرير البراز عبره، مما يسبب انسدادًا.
النظرية الأكثر قبولًا لسبب داء هيرشبرينغ هو وجود شذوذ في الهجرة القحفية للأورام العصبية الناشئة عن العرف العصبي التي تحدث خلال الأسابيع الـ 12 الأولى من الحمل. قد تساهم العيوب أيضًا في إحداث اضطراب تمايز الخلايا العصبية في الخلايا العقدية وتدمير الخلايا العقدية المتسارعة داخل الأمعاء.
هذا النقص في الخلايا العقدية الموجودة ضمن الضفيرة العضلية المعوية وتحت المخاطية موثق جيدًا في مرض هيرشبرينغ. يتقلص الجزء من الأمعاء الذي يفتقر إلى الخلايا العصبية، مما يتسبب في انتفاخ الجزء السليم المجاور من الأمعاء بالبراز. يُعتقد أن هذا التضيق في القولون الغليظ وفشل الاسترخاء في الجزء الذي يفتقد للأعصاب ناتج عن نقص الخلايا العصبية التي تحتوي على إنزيم سينثاز أكسيد النيتريك.
الصفة الأكثر وضوحًا هي غياب الخلايا العقدية: خاصة عند الذكور، 75% منهم لا يملكون أي عقد عصبية في نهاية القولون (القولون السيني المستقيمي) و8% يفتقرون إلى الخلايا العقدية في القولون بأكمله. يكون الجزء المتضخم من الأمعاء هو الجزء القريب (من المعدة) أما الجزء المتضيق (الجزء الذي يفتقر للعقد العصبية) فيكون بعيد، أقرب إلى نهاية الأمعاء. يؤدي غياب الخلايا العقدية إلى فرط تحفيز مستمر للأعصاب في المنطقة المصابة، مما يؤدي إلى الانقباض.
المرض المكافئ في الخيول هو المتلازمة البيضاء المميتة.

## التشخيص
التشخيص الأكيد عبر إجراء خزعة تُجرى عبر الشفط للجزء المتضيق البعيد. سيظهر الفحص النسيجي للأنسجة نقصًا في الخلايا العصبية العقدية. تتضمن التقنيات التشخيصية قياس الضغط الشرجي، وحقنة باريوم شرجية، وخزعة مستقيم. تعتبر خزعة المستقيم المعيار الذهبي دوليًا في الوقت الحالي بالنسبة لتشخيص مرض هيرشبرينغ.
يمكن أن تساعد نتائج الأشعة أيضًا في التشخيص. يساعد التصوير السينمائي (الكشف الفلوري أو التنظير التألقي لمادة التباين التي تمر عبر المنطقة الشرجية) في تحديد مستوى الأمعاء المصابة.

### علم الأوبئة
وفقًا لدراسة أجريت عام 1984 في ماريلاند، يظهر مرض هيرشبرينغ عند 18.6 لكل 100 ألف ولادة حية. في اليابان، يحدث بمعدل مماثل يبلغ حوالي واحد من كل 5000 ولادة (20 لكل 100000). وهو أكثر شيوعًا عند الذكور من الإناث (4.32 إصابة للذكور مقارنة بإصابة واحدة للإناث) وعند البيض مقارنة بغير البيض. يكون 9% من مرضى داء هيرشبرينغ مصابين بمتلازمة داون. تُشخص معظم الحالات قبل بلوغ المريض سن العاشرة.